# Парламентские выборы в Южной Корее (1963)
Парламентские выборы были проведены в Южной Корее 26 ноября 1963 года.
Это были первые парламентские выборы после майского переворота 1961 года, положившего конец Второй Республике. В результате переворота 1961 года к власти в Южной Корее пришли военные во главе с Пак Чон Хи, создавшие Верховный Совет Национальной Перестройки, которому принадлежала реальная власть в стране. За 3 недели до парламентских, 15 октября 1963 года, в Южной Корее прошли президентские выборы, на которых победу одержал Пак Чон Хи, баллотировавшийся как кандидат от специально созданной им Демократической Республиканской партии (ДРП), что не могло не сказаться на результате парламентских выборов, где победу одержала ДРП, получившая 110 из 175 мест в парламенте. Явка избирателей составила 72,1 %.

## Результаты выборов
| Партия                                 | Число поданных голосов | %    | Число мест в парламенте | +/-          |
| -------------------------------------- | ---------------------- | ---- | ----------------------- | ------------ |
| Демократическая республиканская партия | 3 112 985              | 33,5 | 110                     | Новая партия |
| Партия гражданских прав                | 1 870 976              | 20,1 | 41                      | Новая партия |
| Демократическая партия                 | 1 264 285              | 13,6 | 13                      | -162         |
| Народная партия                        | 822 000                | 8,8  | 2                       | Новая партия |
| Либерально-демократическая партия      | 752 026                | 8,1  | 9                       | Новая партия |
| Консервативная партия                  | 276 477                | 3,0  | 0                       | Новая партия |
| Либеральная партия                     | 271 820                | 2,9  | 0                       | -2           |
| Партия добродетельных граждан          | 259 960                | 2,8  | 0                       | Новая партия |
| Новая партия развития                  | 189 077                | 2,0  | 0                       | Новая партия |
| Ассоциация осеннего ветра              | 193 938                | 2,0  | 0                       | Новая партия |
| Новая народная ассоциация              | 175 124                | 1,8  | 0                       | Новая партия |
| Недействительные бюллетени             | 323 353                | -    | -                       | -            |
| Всего                                  | 9 622 183              | 100  | 175                     | -58          |
| Источник: Nohlen et al.                |                        |      |                         |              |